# Водосховище Оселя
Водосхо́вище Осе́ля — водосховище, що розташоване в Яворівському районі Львівської області на річці Хоросниці на південний схід від села Оселя.

## Загальна інформація
Тип водосховища — заплавне. Вид регулювання стоку — сезонне. Середня глибина: 2-3 м, максимальна — 12 м. Площа водного дзеркала: 3,25 км2.

## Призначення і використання
Водойма викристовується для оздоровчих та рекреаційних цілей, а також для любительського та спортивного рибальства.

## Іхтіофауна
У водосховищі спостерігаються такі види риб:
- щука (Esox Lucius)
- окунь (Perca fluviatilis)
- плітка (Rutilus rutilus)
- краснопірка (Scardinius erythrophthalamus)
- короп (Cyprinus carpio)
- карась сріблястий (Carassius gibelio)
- йорж звичайний (Gymnocephalus cernua)